# Reichenburg
Reichenburg es una comuna suiza del cantón de Schwyz, situada en el distrito de March. Limita al norte con la comuna de Benken (SG), al este con Glaris Norte (GL), y al sur y oeste Schübelbach.

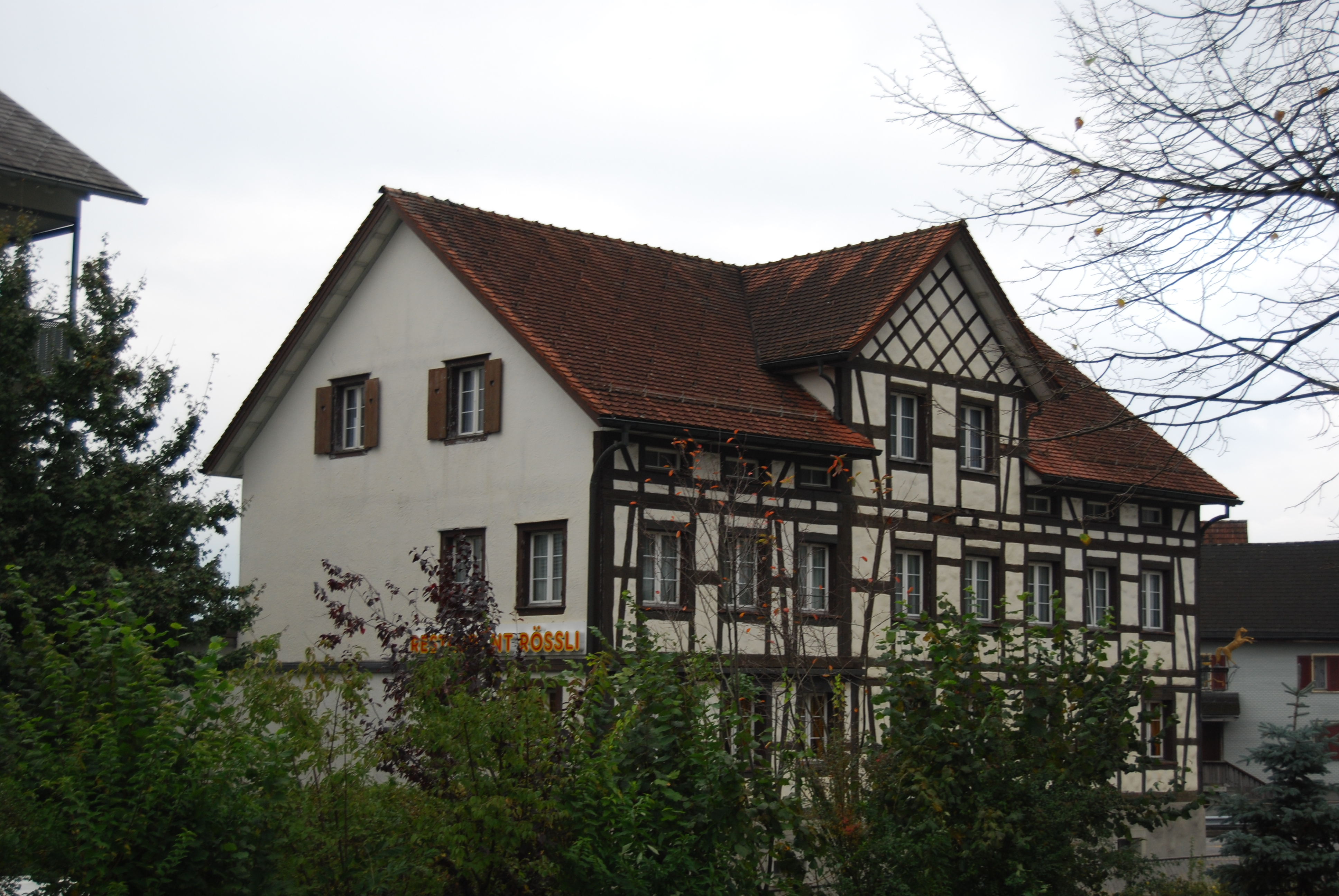
Restaurante Rössli, Reichenburg.

## Transportes
Ferrocarril
Existe una estación de ferrocarril en la comuna, donde paran trenes de la red S-Bahn Zúrich que comunican a Reichenburg con Zúrich y otras localidades del Cantón de Zúrich, como Horgen.